# Thomas S. Monson
Thomas Spencer Monson, född 21 augusti 1927 i Salt Lake City, Utah, död 2 januari 2018 i Salt Lake City, var den sextonde presidenten för Jesu Kristi Kyrka av Sista Dagars Heliga, ett ämbete han tillträdde 3 februari 2008, ungefär en vecka efter sin företrädare Gordon Hinckleys död.

## Biografi
Monson var det andra barnet i en syskonskara på sex och växte upp i Salt Lake City. 1944 började han studera vid University of Utah och tog även värvning som reserv i flottan. Efter att ha tjänstgjort i flottan i sex månader efter krigsslutet återvände han till sina studier och tog examen 1948. Strax därefter började han arbeta för tidningen Deseret News. Han gifte sig i oktober 1948 med Frances Beverly Johnson, tillsammans med vilken han hade tre barn. Hans fru dog i maj 2013.
1950 blev han biskop inom kyrkan. Senare blev han rådgivare till en stavspresident i Salt Lake City och mellan 1959 och 1962 var han ledare för kyrkans mission i Kanada med högkvarter i Toronto. När han återvände från Kanada fortsatte han att arbeta för Deseret News och dess tryckeri.
1963 blev han kallad att bli apostel inom kyrkan. Han var då den yngsta person att bli apostel sedan Joseph Fielding Smith 1910. Under 1970-talet var han ledare för kyrkans Scripture Publication Committee. Han fortsatte också sin utbildning och tog mastersexamen från Brigham Young University 1974.
Efter kyrkans president Spencer W. Kimballs död 1985 utnämnde den nye presidenten Ezra Taft Benson Gordon B. Hinckley och Monson till sin första respektive andra rådgivare. Monson var då 58 år och den yngste medlemmen i första presidentskapet sedan Rudger Clawson 1901. Monson och Hinckley var även rådgivare till Bensons efterträdare, Howard W. Hunter. När Hinckley efterträdde Hunter som president blev Monson dennes första rådgivare. Samtidigt var han president för tolv apostlarnas kvorum (Boyd K. Packer var dock tjänstgörande president för kvorumet då Monson var rådgivare).
Efter Hinckleys död blev Monson kyrkans sextonde president den 3 februari 2008. Som sina rådgivare utnämnde han Henry B. Eyring och Dieter F. Uchtdorf.
Monson dog i Salt Lake City i januari 2018 och kort därefter efterträddes han som kyrkans president av Russell M. Nelson.
Förutom inom Jesu Kristi Kyrka av Sista Dagars Heliga var Monson också engagerad i Boy Scouts of America.